# Holopogon fisheri
Holopogon fisheri là một loài ruồi trong họ Asilidae. Holopogon fisheri được Martin miêu tả năm 1967. Loài này phân bố ở vùng Tân nhiệt đới.